# João Carneiro de Sousa Bandeira
João Carneiro de Sousa Bandeira (Recife, 16 de dezembro de 1865 — Rio de Janeiro, 1 de agosto de 1917) foi um advogado, diplomata, ensaísta e professor brasileiro.
Filho de Antônio Herculano de Sousa Bandeira e Maria Cândida Lins de Albuquerque, sendo seus irmãos Antônio Herculano de Sousa Bandeira Filho, Raimundo Carneiro de Sousa Bandeira e Manuel Carneiro de Sousa Bandeira, este último pai do escritor Manuel Bandeira.
João Carneiro de Sousa Bandeira estudou na Faculdade de Direito do Recife, turma  de  1884, onde foi aluno de Tobias Barreto . Foi membro da Academia Brasileira de Letras e do Instituto dos Advogados Brasileiros. Foi secretário-geral do Congresso Internacional de Juristas que se reuniu no Rio de Janeiro em 1912. Dedicou-se a estudos da história, direito, filosofia e literatura. Alceu Amoroso Lima , que foi seu aluno na Faculdade de Direito do Rio de Janeiro,  traçou um belo perfil do mestre inesquecível no livro  Companheiros de Viagem .

## Academia Brasileira de Letras
Foi eleito para a cadeira 13 da Academia Brasileira de Letras em 27 de maio de 1905, na sucessão de Martins Júnior, sendo recebido em 10 de agosto de 1905 pelo acadêmico Graça Aranha.

## Obras
- Estudos e Ensaios
- Páginas literárias
- Evocações e outros escritos, Rio de Janeiro: 1920